# Weare (Somerset)
Weare – wieś w Anglii, w hrabstwie Somerset, w dystrykcie (unitary authority) Somerset. Leży 28 km na południowy zachód od miasta Bristol i 191 km na zachód od Londynu. W 2001 miejscowość liczyła 626 mieszkańców.